# Nagyvölgy (Szlovákia)
Nagyvölgy (szlovákul Veľká Dolina) község Szlovákiában, a Nyitrai kerületben, a Nyitrai járásban.

## Fekvése
Nyitrától 15 km-re nyugatra található.

## Története
A magyar Nagy Völgy, a latin Magna Valle és a német Grossthal nevek a 17. század első felében bukkannak fel először.
A falu első írásos említése 1721-ben történt. Az Ürményi, a Hunyadi és több más nemesi család birtoka volt. 1749-ben a nagy- és kisvölgyi földeken Hancsok László ürményi nemes szerzett tulajdont. 1857-ben az egész nagyvölgyi határ Hunyadi József birtoka lett, aki merinói juhok tenyésztésére mintagazdaságot hozott itt létre. 1910-ben a gazdaságot 40 évre a surányi cukorgyár vette bérbe. 1916-ban szűk nyomtávú vasút épült a községen keresztül, mely Tornócot Taránnyal kötötte össze. Ez 1969-ig, a cukorgyár felszámolásáig működött.
A trianoni békeszerződésig területe Nyitra vármegye Nyitrai járásához tartozott.

## Népessége
| Év:            | 1994. | 2004.   | 2014.    | 2024.   |
| -------------- | ----- | ------- | -------- | ------- |
| Emberek száma: | 569   | 606     | 677      | 718     |
| Eltérés:       |       | +6,50 % | +11,71 % | +6,05 % |

| Év:            | 2023. | 2024.   |
| -------------- | ----- | ------- |
| Emberek száma: | 726   | 718     |
| Eltérés:       |       | -1,10 % |

1910-ben még nem volt önálló község.
1970-ben 889 lakosából 877 szlovák volt.
1980-ban 719 lakosából 716 szlovák volt.
1991-ben 583 lakosából 579 szlovák volt.
2001-ben 572 lakosából 567 szlovák volt.
2011-ben 656 lakosából 623 szlovák volt.
2021-ben 683 lakosából 644 (+2) szlovák, 1 (+3) magyar, 4 (+2) egyéb és 34 ismeretlen nemzetiségű volt.

## Külső hivatkozások
- Községinfó
- Nagyvölgy Szlovákia térképén
- Travelatlas.sk
- E-obce.sk Archiválva 2007. november 11-i dátummal a Wayback Machine-ben
- A község a kistérség honlapján